# Kerry King
Kerry Ray King (n. 3 iunie 1964, Los Angeles, California, SUA), cunoscut și sub numele de Kerry King, este un muzician american, cunoscut ca unul dintre cei doi chitariști și fondatori ai trupei americane de thrash metal, Slayer, alături de Jeff Hanneman.